# Ninni Löfberg
Ingrid Ulla Karin (Ninni) Löfberg Husberg, född Löfberg 7 juni 1918 i Malmö, död 9 april 2008 i Stockholm, var en svensk skådespelare.
Dotter till direktören Gustaf Löfberg. Hon var från 1945 gift med regissören Rolf Husberg. Hon är mormor till Lee Christiernsson.
Hon är gravsatt i minneslunden på Skogskyrkogården i Stockholm.

## Filmografi
- 1941 – Snapphanar
- 1943 – I dag gifter sig min man
- 1943 – Kvinnor i fångenskap
- 1945 – Jolanta, den gäckande suggan
- 1945 – Blod och eld
- 1945 – Flickorna i Småland
- 1949 – Havets son
- 1951 – Talande tråden
- 1953 – All jordens fröjd
- 1954 – Taxi 13
- 1955 – Luffaren och Rasmus
- 1956 – Moln över Hellesta
- 1958 – Laila
- 1989 – Soldaten i garderoben

## Teater

### Roller (ej komplett)
| År   | Roll           | Produktion                                                                       | Regi          | Teater      |
| ---- | -------------- | -------------------------------------------------------------------------------- | ------------- | ----------- |
| 1940 | Marianne       | Diana går på jakt (French Without Tears) Terence Rattigan                        | Stig Torsslow | Nya Teatern |
| 1940 | En damröst     | Den lilla hovkonserten (Das kleine Hofkonzert) Toni Impekoven och Paul Verhoeven | Rune Carlsten | Dramaten    |
| 1941 |                | Det evigt manliga (The Male Animal) James Thurber och Elliott Nugent             | Stig Torsslow | Vasateatern |
| 1942 | Sue Barrington | Ut till fåglarna (George Washington Slept Here) George S. Kaufman och Moss Hart  | Alf Sjöberg   | Dramaten    |

### Fotnoter
1. ↑  ”Ninni Husberg”. Svensk Filmdatabas. http://sfi.se/sv/svensk-filmdatabas/Item/?type=PERSON&itemid=61162&iv=OVERVIEW. Läst 3 augusti 2012.
2. ↑  SvenskaGravar
3. ↑  ”Teater Musik Film: Thalia lockade mer än pensionen”. Dagens Nyheter:  s. 9. 4 juni 1940. https://arkivet.dn.se/tidning/1940-06-04/150/9. Läst 8 mars 2025.